# Henk-Jan Zwolle
Henk-Jan Zwolle, född 30 november 1964 i Enschede, är en nederländsk roddare.
Han tog OS-guld i åtta med styrman i samband med de olympiska roddtävlingarna 1996 i Atlanta.